# Тарновець (річка)
Тарнове́ць — річка в Україні, в межах Косівського району Івано-Франківської області. Ліва притока Рибниці (басейн Дунаю).

## Опис
Довжина 14 км, площа водозбірного басейну 17 км². Похил річки 16 м/км. Річка у верхній течії типово гірська, зі швидкою течією, кам'янистим дном та численними перекатами; нижче набуває частково рівнинного характеру. Долина у верхів'ях вузька (V-подібна) і глибока, нижче — порівняно широка і неглибока. Річище слабозвивисте.

## Розташування
Тарновець бере початок на північно-західній околиці села Вербовець, на північ від міста Косів. Верхів'я річки розташовані в межах масиву Покутсько-Буковинські Карпати. Тече спершу на південний схід, потім на схід, і далі — на північний схід (паралельно до річки Рибниці). Впадає до Рибниці на схід від центральної частини села Рожнів.
Над річкою розташовані села: Вербовець і Рожнів.